# Валєтов Ян Михайлович
Ян Михайлович Валетов (псевд. Борис Бітнер) — український письменник-фантаст і журналіст, пише російською мовою.

## Життєпис
Народився 26 серпня 1963 року в Дніпропетровську (нині — Дніпро), де й живе досі.
1986 року закінчив фізико-технічний факультет Дніпровського університету. Був капітаном команди КВК ДНУ, членом Всесоюзного Клубу «Що? Де? Коли?». Один з творців гри «Брейн-ринг». З 1987 року займається бізнесом.

### Громадянська позиція
31 січня 2014 року, під час Революції гідності, Ян так описав ці події в інтерв'ю:
Добре, коли події об'єднують, але нинішні швидше роз'єднують, розколюють суспільство. Це, на жаль, факт, що вже стався. Ну що ж поробиш? З цим жити… 
Валетов визнає факт війни Росії проти України, а Крим — анексованим: 
Я не вважаю, що це громадянська війна. Це війна двох філософій, війна ідеологічна — в ній є ворог, є вторгнення, є ворожа ідеологія, протистояти якій вважаю своїм головним завданням сьогодні.
В книзі «Нічия земля» 2007 року Валетов описував події, що дуже схожі на нинішню ситуацію:російсько-українська війна, анексія Криму тощо. Здійснилися й інші «передбачення»: російська війна з Грузією і газовий конфлікт Росії з Україною.

## Творчість
Публікував статті в інтернеті і газеті «Бізнес» під псевдонімом Борис Бітнер. Перший роман, трилер «Лівий берег Стіксу», вийшов у Києві 2005 року. Автор фантастичного циклу «Нічия земля», трилогії «Проклятий», романів «Прицільна дальність», «Залишитися в живих» і інших творів.

### Окремі видання
- 2005 — «Лівий берег Стіксу». Київ: «Альтерпресс»,
- 2006 — «Прицільна дальність». — Київ: «Факт».
- 2007 — «Глибина» («Залишитися в живих»). — СПб.
- 2007 — Збірка «Залишитися в живих»: роман «Залишитися в живих», повість «Прицільна дальність», оповідання «Сумний танець фрейлакс» . — Київ: «Альтерпресс».
- 2017 — «2017»[7]
- 2017 — «Найкращий вік для смерті» («Лучший возраст для смерти») — Фоліо[8].

### Нічия земля
- «Нічия земля». — СПб: Ленінградське видавництво, 2011. (Бойова фантастика. Цикли).
- 2008 — «Нічия земля». — СПб: Ленінградське видавництво, 2008. (Бойова фантастика).
- Перевидання: «Нічия земля». — СПб/Москва: Ленінградське видавництво/Ексмо, 2009.
- 2008 — «Діти Капища». — СПб: Ленінградське видавництво, 2008. — 416 с. — (Бойова фантастика).
- Перевидання: «Діти Капища». — СПб/Москва: Ленінградське видавництво/Ексмо, 2009.
- 2008 — «Дурні і герої». — СПб: Ленінградське видавництво, 2008. — 416 с. — (Бойова фантастика).
- Перевидання: «Дурні і герої». — СПб/Москва: Ленінградське видавництво/Ексмо, 2009.
- 2008 — «Школа негідників». — СПб: Ленінградське видавництво, 2008. — 448 с.
- Перевидання: «Школа негідників». — СПб/Москва: Ленінградське видавництво/Ексмо, 2009.
- 2024 — «Нічия земля» — видавництво Фоліо.

### Проклятий
- 2010 — «Хроніки Проклятого». — СПб: Ленінградське видавництво, 2010. — 352 с. — (Бойова фантастика). — 8050 екз. — ISBN 978-5-9942-0504-4.
- Перевидання: «Хроніки Проклятого». — Київ: «Альтерпресс», 2010. — 352 с. — 750 примірників — ISBN 978-966-542-432-1.
- 2011 — «Шлях Проклятого». — Київ: «Альтерпресс», 2011. — 352 с. — 750 примірників — ISBN 978-966-542-455-0.
- 2012 — «Серце Проклятого». — Київ: «Альтерпресс», 2012. — 750 примірників — ISBN 978-966-542-546-5.

### Розповіді
- 2010 — Грустный танец Фрейлакс
- 2014 — Такси без вызова[9]

## Екранізація
У квітні 2013 року вийшов чотирисерійний міні-серіал «Гранична глибина» за мотивами роману «Глибина». Виробництво: «Єдина медіа група» на замовлення телеканалу «Росія-2». Режисер: Костянтин Максимов. У ролях: Антон Батирєв, Світлана Устинова, Максим Онищенко, Юрій Лагута.

## Нагороди та премії
- 2009 — «Інтерпрескон» (Санкт-Петербург, Росія). Переможець у номінації «Велика форма», тетралогія «Нічия земля»[11];
- 2009 — «Зоряний міст». «Бронзовий кадуцей» (Харків) у номінації «Кращий цикл, серіал і роман з продовженням», роман «Школа негідників»[12].

## Сім'я
Одружений. Виховує двох дітей.